# 特罗尔海坦市镇

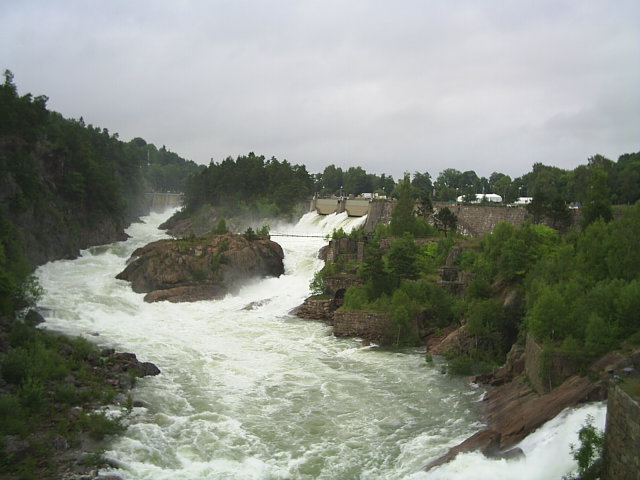
特罗尔海坦的瀑布

特罗尔海坦市镇（瑞典語：Trollhättans kommun）是瑞典西部西约塔兰省的一个市镇。其治所位于特羅爾海坦。